# Lydia Forson
Lydia Forson (sinh ngày 24 tháng 10 năm 1984)  là một nữ diễn viên, nhà văn và nhà sản xuất người Ghana. Năm 2010, cô đã giành được giải thưởng của Viện hàn lâm điện ảnh châu Phi cho nữ diễn viên chính xuất sắc nhất.

## Tiểu sử
Lydia được sinh ra ở Mankessim, Ghana. Cô được giáo dục sớm tại Trường tiểu học Wilmore ở Kentucky. Năm 9 tuổi, gia đình cô chuyển đến Ghana, nơi cô tiếp tục việc học tại trường quốc tế Akosombo. Cô cũng học trường trung học St. Louis, Kumasi, nơi cô đã hoàn thành chương trình giáo dục trung học.
Forson tốt nghiệp Đại học Ghana, nơi cô có bằng cử nhân về Nghiên cứu Thông tin và Ngôn ngữ Anh.

## Sự nghiệp
Sự nghiệp diễn xuất của Forson bắt đầu với vai diễn khách mời trong Hotel St. James (2005), Run Baby Run (2006), Another Shades of Blue (2007) và một vai trò trong chương trình thực tế The Next Movie Star ở Nigeria (2007). Shirley Frimpong Manso, CEO của Sparrow Productions, người trước đây đã làm việc với cô trong loạt phim truyền hình Ghana khác biệt Shades of Blue đã đưa Forson trở lại màn ảnh qua bộ phim Scorned. Vai diễn chính này đã dẫn đến đề cử Giải thưởng Học viện Điện ảnh Châu Phi (AMAA) đầu tiên của cô là Nữ diễn viên nữ xuất sắc nhất sắp tới.
Năm 2009, Forson đóng vai chính trong bộ phim hoàn hảo từng đoạt giải thưởng của Shirley Frimpong-Manso. Cô đã đóng vai chính trong A Sting in a Tale, Phone Swap và Masquerades..

## Đóng phim
- Khách sạn St. James (2005) - Vai trò của Cameo
- Run Baby Run (2006) - vai phụ [7]
- Sắc thái khác nhau của màu xanh (2007)
- The Next Movie Star Show Show (2007) - Người về nhì
- Khinh bỉ (2008) - Vai chính
- Bức tranh hoàn hảo (2009) - Vai trò hỗ trợ [8]
- A Sting in a Tale (2009) - vai chính [9]
- Mặt nạ (2011)
- Phone Swap (2012) [10]
- Cây của Kamara (2013)
- Scandal (2013) (Sê-ri Nam Phi) - Aku [11]
- Thư của Adam (2014) Nhà văn / Nhà sản xuất [12][13]
- Isoken (2017) [14]
- Keteke (2017) - Vai trò hàng đầu [15]
- Băng đảng Sidechic (2018) [16]

## Giải thưởng
- 2009 - Đề cử giải thưởng Học viện Điện ảnh Châu Phi [cần dẫn nguồn]
- 2010 - Giải thưởng Nữ diễn viên xuất sắc nhất của Viện hàn lâm điện ảnh châu Phi trong vai chính [17]
- 2012 - Giải thưởng điện ảnh Ghana Kịch bản hay nhất 'Trong tủ' [cần dẫn nguồn]